# Шуазёль-Бопре, Антуан Клерьяд де
Антуан Клерьяд де Шуазёль-Бопре (фр. Antoine Clériade de Choiseul-Beaupré; 28 сентября 1707, Даякур, королевство Франция — 7 января 1774, Безансон, королевство Франция) — французский кардинал. Архиепископ Безансона с 17 марта 1755 по 7 января 1774. Кардинал-священник с 23 ноября 1761.